# Ingstetten (Roggenburg)
Ingstetten ist ein Ortsteil der schwäbischen Gemeinde Roggenburg im Landkreis Neu-Ulm.

## Geografie
Das Kirchdorf Ingstetten liegt eineinhalb Kilometer südöstlich des historischen Ortskerns von Roggenburg und ist mit diesem durch die Staatsstraße 2019 verbunden. Westlich des Dorfes verläuft der Osterbach, der nach Norden fließt.

## Geschichte
Ingstetten war eine selbstständige Gemeinde im Landkreis Neu-Ulm. Sie schloss sich im Zuge der Gebietsreform in Bayern am 1. Juli 1972 mit den Gemeinden Biberach und Meßhofen zusammen. Die neue Gemeinde wurde nach dem Kloster Roggenburg benannt. Das Pfarrdorf Roggenburg war bis zum Zusammenschluss ein Ortsteil von Meßhofen. 

## Sehenswürdigkeiten
In die Liste der Baudenkmäler in Schießen sind fünf Objekte eingetragen, darunter die Katholische Filialkirche St. Agatha.